# 叶苞繁缕
叶苞繁缕（学名：Stellaria crassifolia）是石竹科繁缕属的植物。分布于哈萨克斯坦、欧亚北极区、蒙古、俄罗斯、北美、日本以及中国大陆的内蒙古等地，生长于海拔500米至3,500米的地区，一般生长在草甸、滩地和沟渠边，目前尚未由人工引种栽培。

## 别名
厚叶繁缕（拉汉种子植物名称）

## 异名
- Stellaria crassifolia Ehrh. var. linearis Fenzl